# Mépivacaïne
La mépivacaïne est un anesthésique local de la famille des amino-amides, commercialisé sous le nom de Carbocaïne.
Commercialisée dans les années 1960, la mépivacaïne est un anesthésique local peu coûteux et de puissance intermédiaire (comparable à celle de la lidocaïne). On l'utilise en infiltrations pour les anesthésies locales et loco-régionales. Sa durée d'action, de 2 à 3 heures, est supérieure à celle de la lidocaïne.

## Chimie
La mépivacaïne est une molécule chirale car elle possède un atome de carbone asymétrique, le C2 de la pipéridine qui porte le groupe carbonyle. Elle se présente donc sous la forme d'une paire d'énantiomères :
- R-mépivacaïne
- S-mépivacaïne